# Палата представителей Айовы
Палата представителей Айовы (англ. Iowa House of Representatives) — нижняя палата законодательного органа штата. Состоит из 100 представителей (по два от каждого округа), избираемых на двухлетний срок.

## История
С 1900 по 2020 год Палата представителей претерпевала смену лидерства одной из партий порядка 10 раз, восемь из которых произошли в период с 1964 по 2010 год. В 1992 году республиканцы имели большинство в соотношении 51 к 49, заполучив контроль впервые с 1980 года. После выборов 1994 года они существенно укрепили своё большинство. Партия оставалась в большинстве вплоть до выборов 2006 года. 
Демократы перехватили большинство в 2006 году, однако уже в 2010 республиканцы вернули себе контроль над Палатой. После выборов 2020 года они укрепили своё преимущество.

## Состав
|                         | Партия    | Партия   | Всего |   |
| ----------------------- | --------- | -------- | ----- | - |
|                         |           |          | Всего |   |
| Республиканцы           | Демократы | Свободно | Всего |   |
| Конец предыдущей Палаты | 57        | 43       | 100   | 0 |
|                         |           |          |       |   |
| Начало 2017             | 59        | 41       | 100   | 0 |
| Конец 2018              | 58        | 41       | 100   | 0 |
|                         |           |          |       |   |
| Начало 2019             | 54        | 46       | 100   | 0 |
| 23 апреля 2019          | 53        | 47       | 100   | 0 |
| Конец 2020              | 53        | 47       | 100   | 0 |
|                         |           |          |       |   |
| Начало 2021             | 58        | 41       | 100   | 1 |
| 12 октября 2021         | 60        | 40       | 100   | 0 |
| Начало 2023             | 64        | 36       | 100   | 0 |
| Распределение мест      | 64%       | 36%      |       |   |